# Mi último round
Mi último round es una película chilena-argentina dirigida por Julio Jorquera y protagonizada por Roberto Farías y Héctor Morales. Se estrenó en los cines chilenos el 14 de junio de 2012.

## Argumento
En el sur de Chile nace la historia de amor entre un boxeador (Roberto Farías) y un joven ayudante de cocina (Héctor Morales). Cuando el desaliento se hace parte de sus vidas y esperando concretar su ilusión emprenden un viaje a la capital. La lucha por una oportunidad puede ser una salida o, definitivamente, su último round.

## Crítica
La película ha sido evaluada con buenas calificaciones por distintos expertos de Festivales Internacionales como en el Festival Internacional de Cine de Orense.
Además los protagonistas Héctor Morales y Roberto Farías consiguieron el premio a la mejor actuación en el Festival LesGaiCineMad que se realiza en Madrid. A esto se le suma el premio recibido por Roberto Farías por mejor actuación dado por Queer Festival, el Festival de Cine Gay de Lisboa.
Por último también ganó el premio a «mejor película» en el Barcelona International Gay & Lesbian Film Festival.

## Elenco
- Roberto Farías como Octavio.
- Héctor Morales como Hugo.
- Manuela Martelli como Jennifer.
- Tamara Acosta como Matilde.
- Yamila Reyna como Ximena.
- Alejandro Trejo como Carlos
- Luis Dubó como Emiliano.
- Gonzalo Robles como Don Chalo.
- Ariel Mateluna como Lanza.
- Armando Navarrete como Óscar.
- Víctor Rojas como René.
- Ramón Llao como Miguel.
- Cristián Farías "Castigo" Orellana.

### Reparto
- Cesar Robinson López como Fernando.
- Emilio Salina Marín como "Jorgito".
- Diego Vergara como "Gringo".
- Ricardo Araneda como Araneda.
- Iván Galaz como Eladio "Furioso" Vergara.
- Andrés Cid como "Mamut".
- Paula Leoncini como Doctora.
- Bernardo Quesney como Miguel Ángel.
- Álvaro Casanova como Pareja de Jennifer.
- Óscar Pacheco como Jefe Imprenta.
- Victor Hugo Egas como Dependiente Imprenta.
- Arturo Calvo como "Jimmy".